# قطب‌شاهیان
قطب‌شاهیان یا سلطنت گلکنده نام سلسله‌ای است از سلاطین که در گلکنده (غلکنده) و سپس در حیدرآباد در منطقهٔ دکن در جنوب کشور هند از سال ۹۱۸ تا ۱۰۹۸ ه‍.ق/۱۵۱۸ -۱۶۸۷ م حکومت کردند و به دست امپراتوران گورکانی هند منقرض شدند. سلاطین قطب شاهی شیعه بودند و از نوادگان قراقویونلوها به‌شمار می‌روند آن‌ها پادشاهی قدرتمندی در دکن داشتند و نه تنها حامیان خوبی برای اشاعهٔ فرهنگ فارسی بودند بلکه فرهنگ‌های منطقه‌ای دکن را نیز توسعه دادند. آن‌ها زبان تلگو که زبان محلی ایالت آندرا پرادش هند است را نیز ترویج کردند. قطب‌شاهیان ابتدا گلکنده و بعد از آن حیدرآباد را به عنوان پایتخت برگزیدند، و هر دو شهر توسط آنان توسعه و آبادانی یافت.
حکومت قطب شاهیان به دلایل متعدد از همان آغاز تأسیس، پیوسته با حکومت‌های هندوی همجوارش و همچنین با دیگر حکومت‌های محلی مسلمان دکن کشمکش‌های سیاسی ـ نظامی داشت. با این وجود آنان همواره سعی می‌کردند بدون روی آوردن به زور و با اجتناب از جنگ به حل کردن مسائل بپردازند. قطب‌شاهیان با توجه به سابقه قومی و علائق مذهبی، روابط بسیار نزدیکی با دربار ایران و شاهان صفوی برقرار نمودند و در برابر دشمنان از آنان یاری می‌خواستند.

## پیشینه

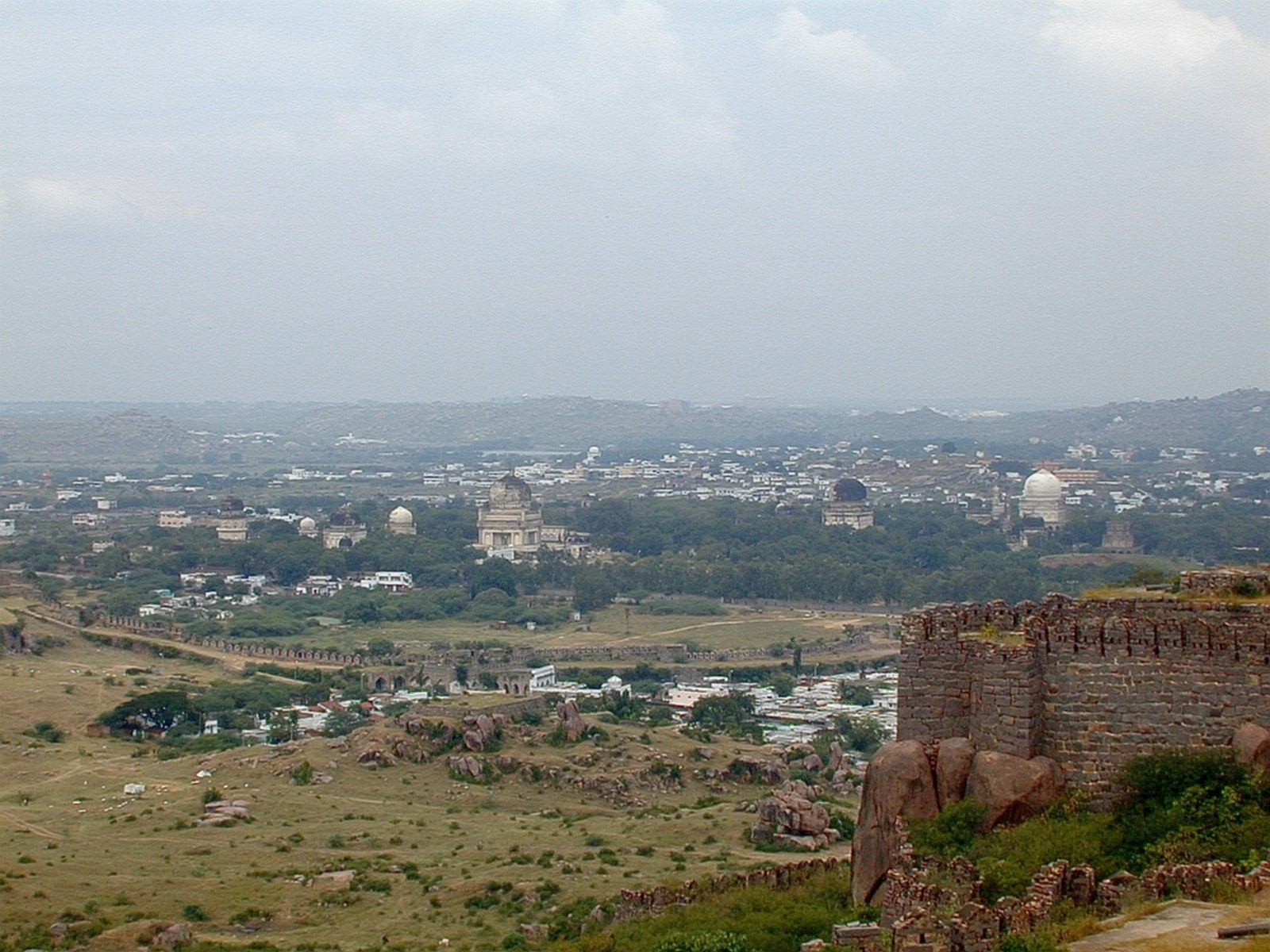
دورنمای گلکنده

سلسله بهمنی‌ها که یکی از مهم‌ترین سلسله‌های حاکم در دکن بود در اوایل سده دهم هجری قمری منقرض شد اما پیش از آن سلسله «قطب شاهیان» از درون این سلسله شکل گرفت. مؤسس این سلسله سلطان قلی قطب‌شاه همدانی بود که از همدان ایران و از ترک‌های بهارلو و از اعقاب قرایوسف و اسکندر، از پادشاهان قراقویونلو به‌شمار می‌رفت. او از نوادگان میرزا جهانشاه قراقویونلو و نوادگان دختری علی شکربیگ بود.
سلطان قلی همراه عمویش «الله قلی» به دکن مهاجرت کرد و از سرداران بزرگ محمد شاه سوم بهمنی یا محمد شاه لشکری شد و در سال ۸۴۲ شمسی موفق به سرکوب شورش منطقه تلنگانا در دکن گردید و به دنبال آن پس از چندی، در سال ۸۹۷ شمسی همزمان با پادشاهی شاه اسماعیل اول صفوی، با لقب «قطب‌الملکی» استقلال خود را در گلکنده اعلام و سلسله قطب‌شاهیان را تأسیس کرد. او گلکنده را مرکز حکومت خود قرار داد و در آن مساجد و قصرها و باغ‌های با شکوهی بنا کرد
پس از آنکه خبر رسید که شاه اسماعیل صفوی بر تخت سلطنت ایران نشسته‌است سلطان قلی قطب‌شاه که او را مرشدزاده خود می‌دانست در خطبه‌های نماز نام مرشد خود را مقدم بر اسم خود گردانید و نام «خلفای سه‌گانه» را به تدریج از خطبه حذف کرد.
جمشید قلی، پسر سلطان قلی مدت کوتاهی حکومت کرد. هفت سال حکومت کوتاه او بیشتر صرف امور نظامی و جنگ با دیگر حکومتهای محلی دکن شد. او حاکمی شجاع بود و به اتحاد و انسجام سلسله قطب شاهی کمک کرد.
پس از جمشید، برادرانش سبحان قلی و ابراهیم قلی قطب‌شاه به‌ترتیب به‌سلطنت رسیدند. ابراهیم قلی، جوان‌ترین فرزند سلطان قلی مؤسس این سلسله بود که به علت مخالفت با حکومت کوتاه برادرش جمشید قلی، مدت هفت سال در دربار مهاراجهٔ «ویجایانگر» سکونت داشت. پس از آن او حدود سی سال از ۹۵۷ ـ ۹۸۸ ه‍.ق بر دکن حکومت کرد و از معدود مسلمانان ایرانی تباری بود که زبان زبان تلگو (زبان محلی ایالت آندراپرادش) را آموخت و سایر مسلمانان و اطرافیان خود را به این کار تشویق کرد و بدین ترتیب موفق شد ضمن ارتباط نزدیک‌تر با مردم محلی محبوبیت بیشتری پیدا کند. وی از امیران با تدبیر و با لیاقت سلسله قطب‌شاهی به‌شمار می‌رود که از کارهای عمده او بازسازی و نوسازی قلعه گلکنده بود که در آن مدارس و مساجد بیشتری تأسیس کرد. از مهم‌ترین تحولات دوران وی انقراض امپراتوری هندوی رام راج بود که از اتحاد دولت‌های مسلمان دکن شکست خورد.
در ابتدا ابراهیم قطب‌شاه از شرکت گسترده در درگیری‌ها و پیمان‌های نظامی که بین حکّام محلی دکن روی می‌داد، خودداری کرد و وقت خود را صرف تأمین امنیت داخلی و اصلاح دستگاه‌دیوانی نمود از این رو در سال‌های آغازین حکومت او تا حدی برخوردهای نظامی قطب شاهیان با همسایگانشان متوقف شد. اما پس از مدتی او در اتحادی که حکومت‌های مسلمان منطقه علیه حکومت هندوی رام راج برقرار کرده بودند شرکت کرد. از مهم‌ترین تحولات دوران وی انقراض امپراتوری هندوی رام راج بود که از اتحاد دولت‌های مسلمان دکن شکست خورد.
ابراهیم قطب‌شاه، مدیری توانا بود که در دوره حکومت پدرش فنون کشورداری را آموخته و در اقامت طولانی خود در ویجانگر تجربیات فراوانی اندوخته بود. او در تثبیت حکومت قطب‌شاهیان نقشی اساسی داشت تا جایی که می‌توان گفت اگرچه سلطان قلی سلطنت قطب‌شاهیان را در گلکنده بنیان نهاد، اما این ابراهیم بود که بنیادهای این‌پادشاهی را به‌رغم آشفتگی‌ها و ناآرامی‌های سیاسی موجود در دکن استوار ساخت.

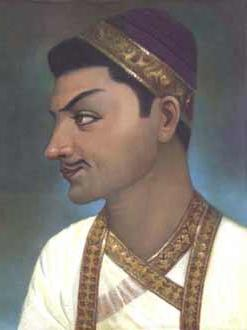
تصویر محمد قلی قطب‌شاه ۱۵۸۰ - ۱۶۱۱ م پنجمین سلطان قطب‌شاهی

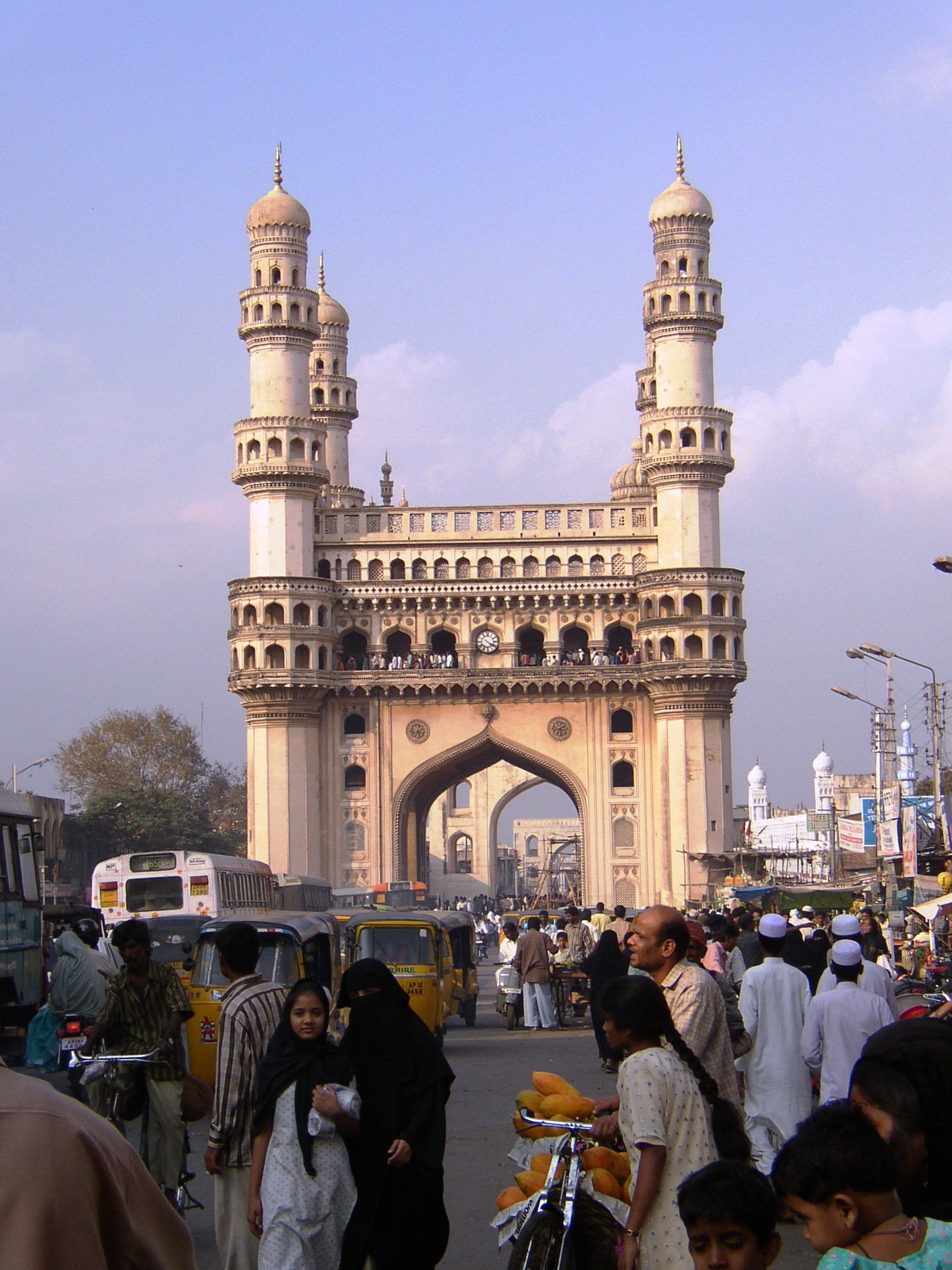
بنای چهارمنار که اکنون سمبل شهر حیدرآباد هند است و به دستور محمد قلی قطب‌شاه ساخته شد.

معروف‌ترین فرمانروای این سلسله محمد قلی قطب‌شاه پنجمین سلطان این سلسله بود که به مدت ۳۲ سال حکومت کرد و زمان حکمرانی او اوج بالندگی سلسله قطب‌شاهیان به‌شمار می‌رود. از مهم‌ترین اقدامات وی بنای شهر فعلی حیدرآباد در آغاز هزاره دوم هجری در نزدیکی قلعه گلکنده بود که اکنون پنجمین شهر مهم و بزرگ هند است. وی در دوران حکومت خود به ترویج زبان فارسی در منطقه دکن اهتمام ورزید و خود به زبان تلگو و فارسی شعر می‌سرود. به‌طوری که او را مؤسس ادبیات دکنی نامیده‌اند. از شخصیت‌های معروف دربار وی میر محمد مؤمن استرآبادی است که خواهرزاده میر فخرالدین سماکی، فاضل خوش قریحه و مربی و معلم شاهزاده سلطان حیدر میرزا، فرزند شاه تهماسب صفوی بود. میر محمد مؤمن استرآبادی بیش از جنگ و توسعه‌طلبی به فکر توسعه نظام اداری وتقویت امور فرهنگی بود.
پس از جنگ خونینی که بین عادل‌شاهیان و محمد قلی قطب شاه و با پیشوایی میر محمد مؤمن استرآبادی صورت گرفت و همچنین به علت خستگی دو حکومت از جنگ‌های دائمی، خصومت و دشمنی بین قطب‌شاهیان و عادل‌شاهیان تا مدتی برطرف شد. ابراهیم عادل شاه (۹۸۷ ـ ۱۰۳۵ ه‍.ق) در سال ۹۹۵ ه‍.ق «خواجه علی سبزواری» را به همراه جمعی از اعیان و بزرگان دربار خود برای خواستگاری خواهر محمد قلی به گلکنده فرستاد. این ازدواج، روابط دوستانه بین دو حکومت را تقویت کرد، به طوری که پس از آن، روابط بین این دو حکومتِ محلی دکن تا پایان حکومت این دو حاکم، دوستانه و صلح‌آمیز بود.
در زمان حکمرانی محمد قلی، روابط سیاسی میان دکن و ایران بسیار نزدیک بود و سفیرانی همچون «اسد بیک کرک یراق تبریزی» و «اغرلو سلطان» از دربار ایران به حضور وی رسیدند و از جانب دکن نیز «حاجی قنبر علی» و «قاضی مصطفی» و «مهدی قلی» به دربار شاه عباس صفوی گسیل شدند و مکاتباتی میان شاهان صفوی و امرای دکن صورت گرفت.
سلطان محمد قطب‌شاه، نوه ابراهیم قلی ششمین فرمانروای دکن از سلسله قطب‌شاهی است که تحت تعالیم و تربیت میرمومن استرآبادی رشد کرد و بزرگ شد و از امیران بسیار مؤمن و دیندار این خاندان محسوب می‌شود. او «مکه مسجد»، بزرگ‌ترین مسجد جنوب هند را در سال ۹۹۶ شمسی در حیدرآباد بنا نمود. وی از نسخه‌شناسان خبره کتاب‌های خطی به‌شمار می‌رفت. وی در دوران حکومت ۱۴ ساله خود اهتمام فوق‌العاده‌ای در ترویج مذهب تشیع و زبان فارسی به عمل آورد. در دوران وی چند سفیر از جمله «حسین بیک قبچانی» و «قاسم بیک» از سوی شاه عباس به حیدرآباد آمدند و پیام‌های وی را تسلیم نمودند.
همچنین سلطان محمد قطب‌شاه ششمین سلطان سلسله قطب‌شاهیان نیز «محمد ابن خاتون عادلیه» را که اصالتاً ایرانی بود و بعداً به مقام صدارت قطب‌شاه رسید، به دربار شاه عباس در ایران روانه کرد.
عبدالله قطب‌شاه پسر محمد قطب‌شاه هفتمین سلطان این سلسله در ۱۲ سالگی به سلطنت رسید و بیشترین دوره حکومت را در سلسله قطب‌شاهی داشت. دوره ۴۶ ساله حکومت او از نظر آسایش و رفاه مردم شهرت دارد و در این دوره قلمرو قطب‌شاهیان وسعت بیشتری یافت. اما در سال‌های ۱۰۱۵ تا ۱۰۳۵ شمسی قلعه گلکنده تحت فشار شدید قشون امپراتوری گورکانی هند در دهلی قرار گرفت و خسارات بسیاری به بار آمد و از این زمان است که سلسله قطب‌شاهیان به علت درگیری با دربار دهلی رو به افول گذاشت. به‌ویژه آنکه عبدالله قطب‌شاه تحت فشار شاه‌جهان، پادشاه گورکانی هند مجبور شد تا نام ائمه و نیز نام پادشاه ایران را از خطبه‌های نمازجمعه حیدرآباد حذف کند. با این حال روابط عبدالله قطب شاه با دربار ایران همچنان بسیار صمیمانه بود و مبادله سفیر بین دو کشور ادامه یافت. از جمله «محمد قلی بیک» و «خیرات خان» و «حکیم‌الملک» از طرف وی به حضور شاه صفی رسیده و متقابلاً «امامقلی بیک» از سوی پادشاه صفوی عازم دربار دکن شد. عبدالله در نامه‌ای به شاه عباس دوم صفوی ضمن تشریح چگونگی مقاومت در برابر اورنگ زیب، فرزند شاه‌جهان از وی یاری خواست و در این نامه بذل هر گونه عنایتی از سوی ایران را «احیای سنت اجدادی و تداوم آثار حضرات ائمهٔ هدی» خوانده‌است.
تاورنیه که در ۱۶۴۵ میلادی یعنی در اواخر حکومت قطب‌شاهیان از قلمروی تحت حکومت آنان دیدار کرد، کارگرانی که در صنعت استخراج و بازسازی سنگ‌های گرانبها در نزدیکی گلکنده مشغول به کار بودند را بالغ بر شصت هزار نفر ذکر می‌کند. الماس کوه نور که اینک بر تارک تاج سلطنتی انگلیس می‌درخشد در سال ۱۶۵۶ م از همین ناحیه به دست آمد.

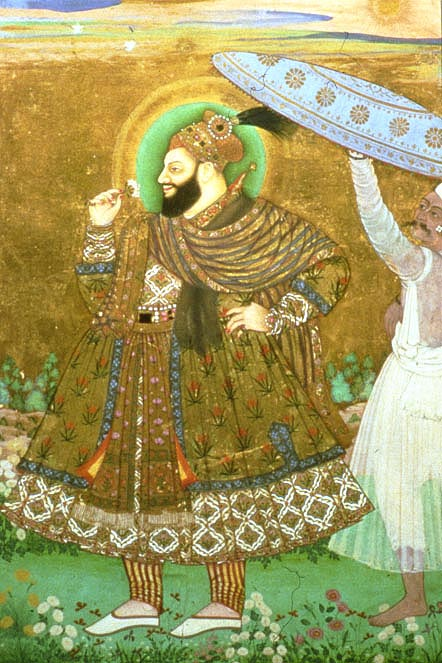
ابوالحسن قطب‌شاه معروف به «تانا شاه»، آخرین سلطان قطب‌شاهی (فرمانروایی ۱۶۷۲-۱۶۸۷ م)، مینیاتوری به شیوه دکنی در ۱۶۷۲-۱۶۸۰ م

عبدالله قطب‌شاه پسری نداشت از این رو یکی از سه داماد او، یعنی ابوالحسن قطب‌شاه معروف به «تاناشاه» در سال ۱۶۷۲ م به حکومت دکن رسید که آخرین پادشاه سلسلهٔ قطب‌شاهیان است. وی از حکامی است که در عین تعصب نسبت به مبانی مذهبی به خاطر مدارا و رأفت خود با تمامی فرق و نحله‌های فکری و دینی شهرت داشت. بیشتر دورهٔ پانزده سالهٔ فرمانروایی او به کشمکش و درگیری با اورنگ‌زیب، آخرین امپراتور بزرگ گورکانی گذشت. گورکانیان هند هرگز حکومت‌های مسلمان دکن را به‌عنوان سلاطین مستقل به رسمیت نشناختند و در صدد بودند که آن‌ها را چه از نظر مذهبی و چه سیاسی به اطاعت خود درآوردند. اورنگ‌زیب در صدد انقراض خاندان شیعی مذهب قطب‌شاهی بود و دو بار در سال‌های ۱۶۵۶ م و ۱۶۸۷ م دست به محاصرهٔ گلکنده زد که در بار دوم پس از یک محاصرهٔ طولانی هشت‌ماهه و با استفاده از خیانت یکی از اطرافیان عبدالله به نام «عبدالله خان پونی» موفق به تسخیر این قلعهٔ معروف و تاریخی شد و بدین ترتیب حکومت قطب شاهیان در سال ۱۶۸۷ م منقرض و تاناشاه ابتدا به بیدر و سپس به دولت‌آباد (اورنگ‌آباد کنونی) تبعید شد. گروهی معتقدند که در هنگام تبعید عبدالله قطب‌شاه، اقوام «ماراتا» که با حکومت مرکزی هند ضدیت داشتند در صدد آزادی و به قدرت رسانیدن دوبارهٔ وی برآمدند و به همین جهت و با کشف این توطئه، اورنگ‌زیب دستور داد که او را به قلعهٔ «گاوالیور» منتقل کنند. عبدالله قطب‌شاه پس از سیزده سال اسارت و سختی به سال ۱۷۰۰ م در زندان درگذشت و در خُلدآباد به خاک سپرده شد. پس از عبدالله قطب‌شاه، «جان صفرخان سبزواری» و سپس «مبرزعلی خان» از امیران اورنگ‌زیب و نیز پسرش «رستم دیل خان» به سمت فرماندار دکن منصوب شدند و مرکز حکومت این ناحیه برای مدتی به شهر اورنگ‌آباد منتقل شد.
در سال ۱۱۰۳ شمسی نظام‌الملک آصف جاه با استفاده از ضعف حکومت مرکزی، منطقه تحت سلطه خود و از جمله حیدرآباد را مستقل اعلام نموده و سلسله نظام‌شاهیان حیدرآباد را بنیان گذارد که حتی در دوره استعمار انگلیس و تا زمان استقلال هند در سال ۱۳۲۷ شمسی پابرجا ماند. در سال ۱۳۳۲ شمسی طی تقسیمات کشوری جدید دولت هند، ایالت آندراپرادش به مرکزیت حیدرآباد تشکیل گردید.

## مذهب

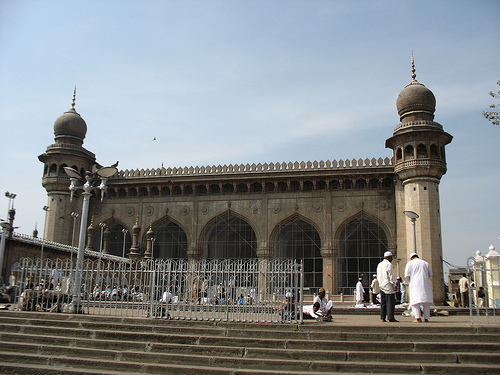
مکه مسجد از بناهای ساخته شده در دوره قطب‌شاهیان در نزدیکی بنای چارمنار در حیدرآباد هند

مذهب رسمی قطب‌شاهیان تشیع بود و ایشان در ترویج مذهب شیعه و دین اسلام در منطقه کوشیدند. بسیاری از علمای شیعه در این دوران از ایران به دکن مهاجرت کردند. از همین رو آداب و رسوم شیعه از جمله اعیاد و نیز عزاداری حسین بن علی در دکن رواج یافت. به‌ویژه عبدالله قطب‌شاه در این مورد کوشش بسیاری می‌کرد و خود در اکثر مراسم مذهبی یعنی اعیاد یا عزاداری‌های مختلف شرکت می‌کرد. افزون‌بر برگزاری جشن زادروز محمد، جشن نیمه شعبان - که مسلمانان شبه قاره آن را «شب برات» می‌نامند - نیز به‌ویژه در دورهٔ سلطان عبدالله قطب‌شاه با جلال و شکوه هرچه تمامتر برگزار می‌شد.

## نفوذ ایرانیان
سلاطین قطب‌شاهی با توجه به سابقه قومی و علائق مذهبی، روابط بسیار نزدیکی با دربار ایران و شاهان صفوی برقرار کرده بودند و صفویان در برابر دشمنان به آنان یاری می‌رساندند. افزون بر آن بیشتر وزرا و مقامات عالی‌رتبهٔ قطب‌شاهیان از میان ایرانیان مهاجر که شخصیت‌های علمی و فرهنگی به‌شمار می‌رفتند برگزیده می‌شدند و مقام «میرجملگی» و «پیشوایی» یا وزارت اعظم و نیز «دبیری» و منصب «سرخیلی» که نیابت وزیر اعظم شمرده می‌شد، اغلب در اختیار ایرانیان حیدرآباد و گلکنده بود. از جمله این افراد می‌توان از شاه میرزای اصفهانی طباطبایی، وزیر ابراهیم قلی قطب شاه؛ میر محمد مؤمن استرآبادی، وزیر معروف محمد قلی قطب شاه؛ و میرزا محمد سعید میرجمله، وزیر مقتدر عبداله قطب‌شاه نام برد. همچنین بسیاری از ایرانیان مهاجر از جمله میرزا روزبهان صفاهانی، میر فصیح‌الدین محمد تفرشی، سید عبداله مازندرانی و میر محمد سعید اردستانی در زمان عبداله قطب‌شاه به منصب پراعتبار «سرخیلی» رسیدند.

## زبان و شعر فارسی
قطب‌شاهیان مانند دیگر حکمرانان و سلاطین اسلامی هندوستان از زبان و ادب فارسی و از هنرمندان و دانشمندان ایرانی به‌شدت استقبال می‌کردند از همین رو در زمان قطب‌شاهیان بسیاری از رجال سیاسی، علمی، ادبی و دیگر قشرها مردم از ایران به حیدرآباد مهاجرت کردند. در حیدرآباد مراکز مهمی برای تدریس زبان فارسی تأسیس شد که مورد حمایت اشراف محلی و ایرانیان قرار گرفت. در این هنگام فارسی، زبان رسمی منطقه دکن بود و تمامی نامه‌ها و فرمان‌های حکومتی به زبان فارسی نوشته می‌شد. بر فراز بیشتر بناها و عمارت‌های تاریخی این دوره، کتیبه‌های فارسی به چشم می‌خورد. اکثر پادشاهان قطب‌شاهی نیز، خود اهل شعر و ادب بودند و از همین رو علما، شعرا و اهل ادب در دربار آنان جایگاه ویژه‌ای داشتند. همین امر سبب شد که شهر حیدرآباد به عنوان مرکز فرهنگی - اسلامی در جنوب هند دارای بزرگ‌ترین کتابخانه‌های کتب خطی فارسی و عربی گردد به طوری که حتی امروز پس از گذشت چند قرن ده‌ها کتابخانه کتب خطی و صدها هزار کتاب مرجع و دست‌نوشته خطی در این شهر وجود دارد که کماکان محققان سراسر جهان را به حیدرآباد محتاج می‌نماید.
پیشرفت زبان و ادبیات فارسی در زمان محمد قلی قطب‌شاه به اوج رسید تا حدی که برخی معتقدند محیط ادبی دکن در آن دوران از اصفهان نیز ممتازتر بوده‌است. برخی از پادشاهان این سلسله مانند محمد قلی و جمشید قلی خود به زبان فارسی شعر می‌سرودند. بسیاری از اشعار آن‌ها هنوز باقی است و مجموعه اشعار «میر عثمان علی‌خان» توسط سرکنسولگری جمهوری اسلامی ایران در حیدرآباد به چاپ رسید.
بیشتر اصطلاحات اداری و اجتماعی و مدنی در این زمان به زبان فارسی بوده‌است و حتی اصطلاحات موسیقی نظیر پرده، مقام، خسروانی، بربط، عود، دف، سرنا و غیره در دکن رواج داشته‌است. همچنین آداب و رسوم ایرانی که در جشن‌ها و سوگواری‌ها مرسوم است نیز در فرهنگ مردم منطقه دکن وارد و مرسوم شده بود.

## معماری

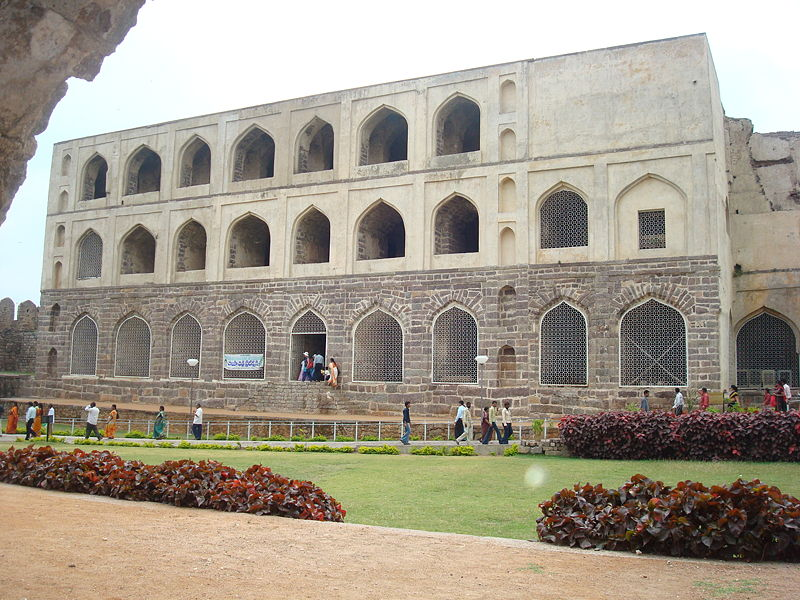
قلعه گلکنده که اکنون در حیدرآباد هند قرار دارد

معماران ایرانی شهر حیدرآباد تلاش نمودند تا شهر حیدرآباد را مشابه شهر اصفهان بنا کنند و از همین رو نام دوم شهر حیدرآباد «اصفهان نو» است زیرا سبک معماری اصفهان در آن به چشم می‌خورد.
آرامگاه‌های سلاطین قطب‌شاهی در حدود یک کیلومتری بیرون از دیوار گلکنده واقع شده؛ این بناها با حجاری‌های شگرفی بر روی سنگ ساخته شده و چشم‌انداز جذابی از باغ‌های زیبایی دارد که آن‌ها را احاطه کرده‌است. ورود به این آرامگاه‌ها برای عموم آزاد و محل گردشگری بسیاری از بازدیدکنندگان است.
فرهنگ معماری قطب شاهیان همچون معماری سایر سلسله‌های مسلمان هند سرشار از اصلاحات و تعبیرات فارسی است و بناهای مختلف و قسمت‌های گوناگون آن‌ها همگی با واژگان و اصطلاحات فارسی شناخته می‌شد. برای مثال در نامگذاری بخش‌های مختلف قلعه گلکنده و شهر حیدرآباد از کلماتی مانند جمعه مسجد، بالا حصار، سلاح خانه، عاشورخانه، فیل خانه، چهار منار، چهار کمان، عزاخانه، دیوان خاص، دیوان عام، دولت خانه، ابرایم باغ، باغ گلشن، باغ عام، کوه طور و صدها کلمه فارسی دیگر استفاده می‌شد.

## فهرست سلاطین قطب‌شاهی
سلاطین این سلسله عبارتند از:
| ۱ | سلطان قلی قطب‌الملک | ۱۵۱۸ - ۱۵۴۳ |
| ۲ | جمشید قلی قطب‌شاه   | ۱۵۴۳ - ۱۵۵۰ |
| ۳ | سبحان قلی قطب‌شاه   | ۱۵۵۰        |
| ۴ | ابراهیم قطب‌شاه     | ۱۵۵۰ - ۱۵۸۰ |
| ۵ | محمد قلی قطب‌شاه    | ۱۵۸۰ - ۱۶۱۱ |
| ۶ | محمد قطب‌شاه        | ۱۶۱۱ - ۱۶۲۵ |
| ۷ | عبدالله قطب‌شاه     | ۱۶۲۵ - ۱۶۷۲ |
| ۸ | ابوالحسن قطب‌شاه    | ۱۶۷۲ - ۱۶۸۷ |

## نگارخانه

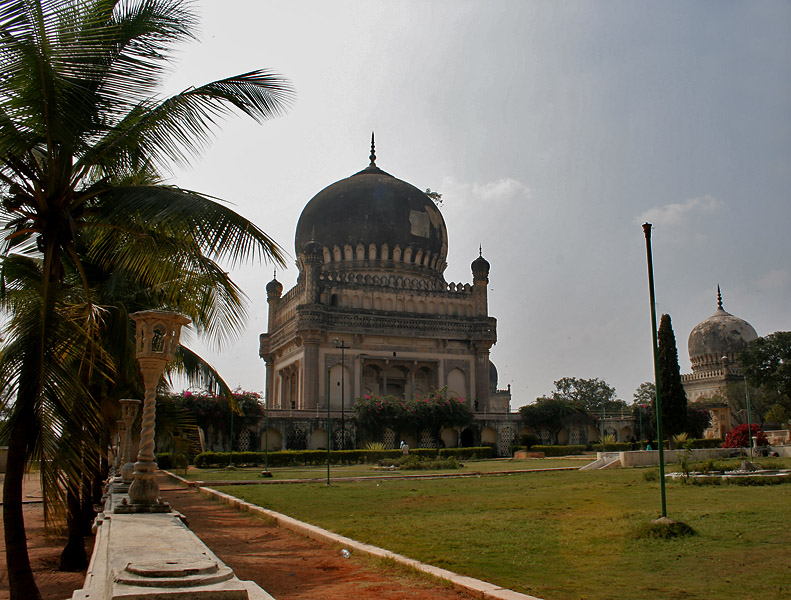
آرامگاه محمد قلی قطب‌شاه پنجمین سلطان قطب‌شاهی در حیدرآباد هند
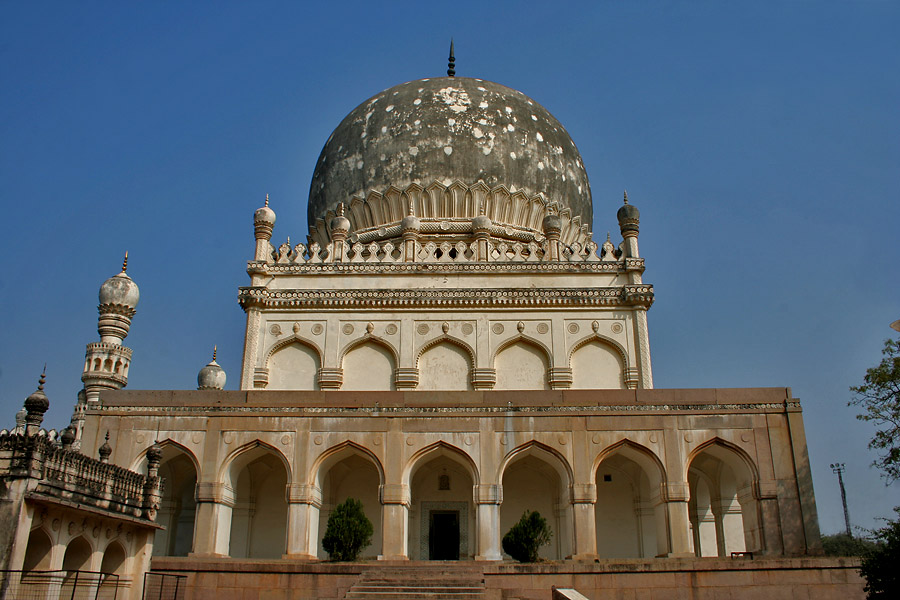
آرامگاه سلطان محمد قطب‌شاه ششمین سلطان قطب‌شاهی در حیدرآباد هند
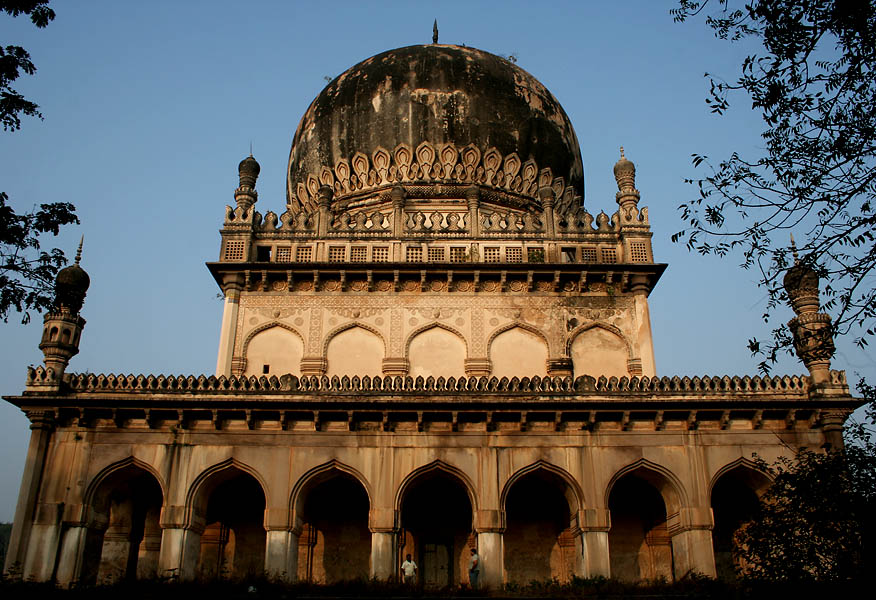
آرامگاه عبدالله قطب‌شاه هفتمین سلطان قطب‌شاهی در حیدرآباد هند